# Campocroce (Mirano)
Campocroce is een plaats (frazione) in de Italiaanse gemeente Mirano.